# 馬場鉄志
馬場 鉄志（ばば てつし、1950年9月27日 - ）は、関西テレビ放送の元アナウンサー。現在はフリーアナウンサー（関西テレビとの「番組出演契約」）。

## 来歴・人物
東京都西多摩郡日の出町の出身で、東京都内に山林を保有する裕福な家庭に出生。高校生時代から競馬に関心を持っていた影響で、早稲田大学の学生時代に地元局・フジテレビの競馬実況担当アナウンサーを志したが、就職活動の時期に同局がアナウンサーを募集しなかったことで、関西テレビ（フジテレビ系列の準基幹局で当時から競馬中継をレギュラーで編成）のアナウンサー試験を受験。
関西テレビの放送対象地域である関西地方とは学生時代まで無縁であったが、1974年に同局へ入社してからは、退職後の現在に至るまで関西での生活を続けている。
同期入社のアナウンサーには岡本栄（現在は三重県伊賀市の市長）がいたが、馬場より1歳年下である。
当時の関西テレビでは競馬中継のレギュラー実況アナウンサーが杉本清・鈴木敏郎の2人しかおらず（2人が実況できない場合はかつてのレギュラー実況アナウンサーであった松本暢章が実況することがあった）、サブ実況者を増員する必要があったことと、馬場も競馬アナウンサーを志望していたため、主に競馬を担当することとなった。
関西テレビへの入社後は、競馬以外にも大阪国際女子マラソン・野球・サッカー・ゴルフ・FISワールドカップスキーの実況を長年にわたって担当したほか、『カジノザウルス』（同局の制作で1996年7月から1997年3月まで全国ネットで放送された島田紳助司会のバラエティ番組）でも実況を務めた。
フジテレビが日本国内での放送権を保有しているF1グランプリ中継でも、関西テレビ在職中の1988年から、当時地上波で実施していた中継の実況を任されていた。地上波での中継開始当初に実況を担当していた野崎昌一（当時はフジテレビのスポーツアナウンサー）が同年4月から『プロ野球ニュース』（当時は地上波での全国ネット番組）平日版のメインキャスターへ異動したことに伴う起用だったが、1998年まで11年にわたって担当した（詳細後述）。
その一方で、関西テレビが当時は60歳を定年として規定していた（2010年代後半に65歳定年へと引き上げられた）ことから、50代の後半には担当番組を徐々に整理。主に担当していた競馬実況では、2009年11月15日の第34回エリザベス女王杯中継で京都競馬場開催分のGIレースから退くと、2010年4月11日の桜花賞中継で担当を完全に終えた。2010年9月30日付で、関西テレビを定年退職。退職の直前に公開されていたプロフィールでは「（定年後は）放送業界を離れて人間らしさを取り戻したい」とも語っていたが、実際には関西テレビとの間で番組出演者契約を結んだうえで、サッカー中継を中心に実況を続けている。
2013年からは、フジテレビワンツーネクストで放送されるスポーツ中継など、出身地の東京で主に活動。同年と翌2014年には、BSフジでの放送へ移行したF1グランプリ中継で、実況を再び担当していた。その一方で、「競馬実況のレジェンドアナウンサー」として、競馬場内のイベントやトークショーに出演することもある。
関西テレビ入社当初からの先輩アナウンサーであった桑原征平によれば、「馬場は裕福な家庭で育ったせいか、『自分は競馬中継での実況しか担当したくない』と言い放つなど、入社の直後から『新人』とは思えない振る舞いを続けていた」とのことで、終業後にポケットマネーで酒を奢られることも多かったという。その一方で、同局への在職中から高血圧の症状が現れていて、太りやすい体質であることを自他共に認めている。現に、定年退職の数年前から体重の増加が著しく、声質にも変化が生じている。もっとも、体重の急増については、桑原から「高血圧の（治療）薬（の副作用）と酒の飲み過ぎが原因」と指摘されている。

## エピソード

### F1グランプリ実況
F1（番組名『F1グランプリ』）の実況は1988年から1998年まで担当した（関西テレビ枠。現在は存在しない）。実況開始当初はハンガリーGP、メキシコGP、カナダGPなど、日本からは遠隔地であったり時差が大きかったりする国を多く担当させられていたが、その後はモナコGPなど、日本GP以外の主要なレースも担当するようになった。
当初の実況はオーソドックスなスタイルだったが、後に比喩法や独自表現を使用するようにもなった。
馬場はフジテレビが実況中継を開始する1987年以前よりF1ファンであり、好きなマシンはロータス・78であったと語るなど1970年代や1980年代前半期のF1にも詳しい。
1990年にはアイルトン・セナが日本GP直前に開催されたスペインGPでシリーズチャンピオンを決めそうになったため、日本GPまでチャンピオン争いをもつれ込ませたいフジテレビのスタッフが、スペインGPの会場であるヘレス・サーキットに馬場の顔写真を国際ファックスしてもらい、実況ブースに貼って放送した（このレースの実際の実況担当者は三宅正治）。さすがにセナが所属するマクラーレンのエンジンサプライヤーのホンダ関係者から「悪ふざけが過ぎる」と苦言を呈された。このレースでセナは水漏れでリタイア、結局フェラーリの1-2フィニッシュだった。
1992年はホンダがF1からの撤退を表明。ホンダエンジン最後の出走となるオーストラリアGPの実況を担当。当初はウィリアムズのナイジェル・マンセルとマクラーレンのアイルトン・セナによる一騎打ちの様相だったが、中盤でマシン同士の接触により両者は共にリタイア。その後、セナのチームメイトであったゲルハルト・ベルガーが後方より猛追していたベネトンのミハエル・シューマッハを抑え込み優勝した際には、「ホンダエンジン最後のレース、見事ゲルハルト・ベルガー勝利で飾りました!ありがとうゲルハルト!!」と喜びを爆発させ、ホンダ最終レースを優勝へ導いたベルガーに最大の賛辞を贈った。
馬場とベルガーには奇妙な縁があり、アイルトン・セナとアラン・プロストを有し常勝チームだったマクラーレンが16戦中、唯一優勝を逃した1988年イタリアグランプリや、ベルガーのF1キャリア最後の優勝となった1997年ドイツグランプリなど、通算優勝10回のうち5回は馬場が実況を担当したレースでの優勝だった。
中継初期から携わってきた関係や人柄から中嶋悟の信頼が厚く、中嶋が近畿大学で講演した際には自身の話下手を補うため、聞き手として呼ばれたことがある他、現在でもプライベートで交流を続ける仲だという。
関西テレビ退職後の2010年11月より、CS放送のフジテレビNEXTにて放送されている『F1 LEGENDS THE BEST GP '89-'90』において、当時の国際映像を基に解説者の今宮純と共に当時を振り返りながら改めてレース実況を行っている。
2013年からBSフジ制作のF1中継番組で15年ぶりに実況を行う。

### 大阪国際女子マラソン実況
毎年1月末の日曜日に開催される大阪国際女子マラソンで、馬場は1992年からの第11回大会から2010年の第29回まで、第一移動車での実況中継の担当となる。特に、シドニーオリンピックの選考会を兼ねた2000年の第19回大会、リディア・シモン（ルーマニア）と弘山晴美が長居陸上競技場へ入るゴール直前の死闘（デッドヒート）を実況した。

### プロ野球実況
2007年まで、阪神甲子園球場で行われる阪神対巨人戦の実況を年1回担当していた。
1992年9月11日の阪神対ヤクルトの6時間26分の史上最長試合を実況している。この試合はあまりの長時間となったため、『プロ野球ニュース』の中で急遽部分的ではあるが全国に生中継され、試合終了後には解説を務めた加藤英司と共に甲子園球場の放送席から試合ハイライトも伝えた。
1998年の阪神対巨人戦にて、巨人のバルビーノ・ガルベス投手が降板の際球審に向かってボールを投げつけた試合（ガルベス事件）の実況を担当していた。

#### 主なプロ野球実況経験
日本シリーズでは1995年のグリーンスタジアム神戸でのオリックス対ヤクルト第1戦、1996年のグリーンスタジアム神戸でのオリックス対巨人第3戦・第4戦の実況を担当した。2008年の京セラドーム大阪でマツダオールスターゲーム2008の前半部分の実況を担当した。

### 競馬実況
入社当時は杉本清、鈴木敏郎の2人が主に競馬実況を担当していたが、その2人に次ぐ第3の競馬アナウンサーとして、松本暢章や鈴木が馬場に競馬実況を指導して活躍を開始した。
1993年のエリザベス女王杯で「ベガはベガでもホクトベガ!!」とゴール直後に実況したことで馬場の注目度が一気に上昇した。一方、このレースでベガが勝っていれば、史上2頭目のJRA牝馬三冠実況者となっていたが、ホクトベガが勝利したことで、この栄誉は逃した。しかし先述の実況フレーズが視聴者に大受けしたことと、杉本がこの時50代後半の年齢になったこともあり、翌年以降はGI競走の実況の機会が多くなった。
かつての上司で先輩の杉本の後を継いで2001年から菊花賞の実況の担当も始めた。
2005年菊花賞にて、ディープインパクトの三冠実況を担当した。このレースでディープインパクトのゴール時に残した実況「世界のホースマンよ見てくれ!!これが日本近代競馬の結晶だ!」は高く評価され、2006年のFNSアナウンス大賞を受賞している。関西テレビのアナウンサーによる同大賞の受賞は2002年の第18回大会の山本浩之以来だった。なお、この実況はディープインパクトの勝利を見込み入念な準備の上で臨んだものであったという。
後年、菊花賞において三冠達成の実況アナウンサーである杉本清・岡安譲と3人の対談（※Number競馬特集号）が行われ、この様子は同局の競馬公式YouTubeで見ることができる。

#### 主な実況歴
GI（日本国内）
- 桜花賞（1988年、1992年 - 2010年）
- 天皇賞・春（1991年、2001年 - 2009年）
- 宝塚記念（1985年、1986年）
- 秋華賞（1998年 - 2000年）
- 菊花賞（2001年 - 2009年）
- エリザベス女王杯（1991年 - 2009年）
- マイルチャンピオンシップ（1997年 - 2006年）
- ジャパンカップダート（2008年、2009年）
- 阪神3歳牝馬ステークス（1991年、1993年 - 2000年）

海外
- モーリス・ド・ゲスト賞（1998年）
- 凱旋門賞（2007年 - 2009年）

その他（GII・GIII）
- 金杯（西）→京都金杯（1982年、1990年、1991年、1997年、2003年）
- シンザン記念（1991年 - 1993年、1998年、2000年、2008年、2010年）
- 平安ステークス（1999年）
- 日経新春杯（1994年、1995年、1999年 - 2003年、2006年）
- 京都牝馬特別→京都牝馬ステークス（1995年、1999年、2003年、2009年）
- きさらぎ賞（1994年、1996年 - 1998年、2000年 - 2002年、2004年、2006年 - 2010年）
- 京都記念（1984年、1993年、1995年、1998年 - 2000年）
- シルクロードステークス（1996年、1997年、2005年）
- 中日新聞杯（1993年）
- マイラーズカップ（1984年、1995年、1997年 - 1999年）
- アーリントンカップ（1996年、1997年）
- 4歳牝馬特別（西）→フィリーズレビュー（1992年、1993年、1996年、1998年 - 2010年）
- 阪神大賞典（2000年 - 2009年）
- 毎日杯（1993年、1995年 - 1997年）
- 阪急杯（1991年、1992年、1996年、2005年）
- サンケイ大阪杯→産経大阪杯（1991年、2000年 - 2009年）
- 京都4歳特別（1995年、1997年、1999年）
- プロキオンステークス（2001年、2005年、2009年）
- スワンステークス（1992年、1993年）
- 鳴尾記念（1982年、1988年、1990年、1991年、2000年、2001年、2003年）
- マーメイドステークス（1998年 - 2000年、2006年 - 2008年）
- 北九州記念（1998年）
- 小倉3歳ステークス（1982年、1984年）
- 朝日チャレンジカップ（1992年、1993年、1997年 - 1999年）
- 神戸新聞杯（1980年、1982年、2000年 - 2005年、2007年 - 2009年）
- ローズステークス（1994年、1996年、1997年）
- サファイヤステークス（1993年）
- セントウルステークス（1996年、1998年 - 2005年、2007年）
- 京都大賞典（1982年、1992年、1997年、1999年 - 2004年）
- デイリー杯3歳ステークス（1979年、1981年、1982年、1997年）
- 京阪杯（1982年、1983年）
- ウインターステークス（1989年）
- 阪神牝馬特別→阪神牝馬ステークス（1993年、2002年）

## 現在の出演番組
- BSフジ　F1世界選手権シリーズ
- フジテレビONE/NEXT　ドイツサッカー・ブンデスリーガ中継
- FOX SPORTS 女子アルペンスキー、BASEBALL CENTER（オリックス主催試合）

## 過去の出演番組
- FNNスーパータイム（全国ニュース） - 黒岩祐治の代行として
- プロ野球ニュース（全国スポーツ）- 関西地方スポーツキャスター
- カジノザウルス（全国バラエティ）- 実況
- KTVニュース

以下はスポーツ中継
- 大阪国際女子マラソン - 2010年まで第1中継車実況
- 名古屋国際女子マラソン（東海テレビ放送） - 1990年大会の第2放送車の実況担当
- 北海道マラソン（北海道文化放送） - 第2移動車実況・真駒内屋外競技場スタート実況・中島公園ゴール実況
- FISワールドカップスキー
- サッカーJリーグ中継（ガンバ大阪戦）、1994 FIFAワールドカップアジア地区最終予選第4戦「日本対韓国」実況
- DREAM競馬、競馬beatなど競馬実況
- 三菱ダイヤモンドカップゴルフなどゴルフ実況
- プロ野球中継（阪神タイガース、オリックス・バファローズ戦）
- すぽると!
- スカパー!サッカー セレッソ大阪戦実況（2011年、2012年）[注 11]

## その他
- 2009年まで、毎年12月に刊行される『週刊Gallop臨時増刊 JRA重賞年鑑（西暦）』（産経新聞社発行）に「GI激走譜」を寄稿していた。
  - 2003年 - 2005年は宝塚記念、2006年は菊花賞、2007年は天皇賞・春、2008年はマイルチャンピオンシップ、2009年は秋華賞にそれぞれ寄稿していた。
- ラジオ番組では、KTVの先輩・桑原征平がパーソナリティを務める『桑原征平粋も甘いも』（ABCラジオ）に3度ゲスト出演している（水曜14時台に放送されていた「私の通信簿」には2011年6月8日と2014年4月2日、木曜13時台に放送されていた「征平の、カンテレアナウンサーもいらっしゃい!」には2021年6月17日に出演）。2019年9月に開催された桑原の生前葬にも参列している。